# Lillsjön (Skinnskattebergs socken, Västmanland)
Lillsjön är en sjö i Skinnskattebergs kommun i Västmanland och ingår i Norrströms huvudavrinningsområde. Sjöns area är 0,03 kvadratkilometer och den befinner sig 106 meter över havet.